# Shahzada Dawood
Shahzada Dawood (Raualpindi, 12 de fevereiro de 1975 — Oceano Atlântico Norte, 18 de junho de 2023) foi um empresário, investidor e filantropo paquistanês-britânico. Ele atuava como vice-presidente da Engro Corporation, diretor da Dawood Hercules Corporation, membro do conselho da Prince Charles' Charity, membro do conselho do Instituto SETI e tinha um cargo na Fundação Dawood.

## Biografia
Foi vice-presidente da Engro Corporation por vinte anos, entre 2003 e 2023, além de ter sido curador da Dawood Foundation. Também trabalhou como membro do Conselho Consultivo Global da Prince's Trust International, uma instituição de caridade fundada pelo rei Carlos III. O paquistanês já chegou a discursar no Fórum Econômico Mundial em diversas ocasiões.
Amigo pessoal de Carlos III, Dawood era filho de Hussain Dawood; seu pai é uma das pessoas mais ricas do Paquistão, com uma fortuna avaliada em 370 milhões de dólares. Shahzada foi casado com Christine Dawood, com quem teve dois filhos, chamados Suleman e Alina. O empresário estudava academicamente nos Estados Unidos e na Grã-Bretanha, onde obteu um M.Sc. em Global Textile Marketing pela Universidade da Filadélfia, nos Estados Unidos, e um LLB pela Universidade de Buckingham, no Reino Unido.

### Desaparecimento e morte
Em 18 de junho de 2023, Shahzada e seu filho Suleman embarcaram em uma expedição a bordo do submersível Titan, operado pela empresa americana OceanGate, rumo aos destroços do RMS Titanic no Atlântico Norte. Eles estavam acompanhados de Hamish Harding, um empresário britânico, Stockton Rush, cofundador da OceanGate, e Paul-Henri Nargeolet, um ex-comandante da Marinha Francesa e piloto do submersível. No mesmo dia, o veículo em que estavam perdeu contato com a embarcação de apoio e foi dado como desaparecido. As buscas foram iniciadas e comandadas pela Guarda Costeira dos Estados Unidos, em uma operação muito complexa tanto pela profundidade dos destroços do Titanic (aproximadamente 3 800m), como pela preocupação com o término do oxigênio disponível para os ocupantes do submersível, previsto para acabar na tarde de 22 de junho.
No dia 22 de junho, a Guarda Costeira e a empresa OceanGate confirmaram que destroços do submersível foram encontrados próximos ao Titanic e que a embarcação havia implodido, causando a morte de todos a bordo.